# Munster (Irlandia)
Munster (ang. wym. [ˈmʌnstər] lub [ˈmunstər], irl. an Mhumhain, wym. [ənˈvuːnʲ] lub Cúige Mumhan) – jedna z 4 prowincji Irlandii w południowo-zachodniej części kraju. Ludność 1 246 088.

## Hrabstwa
1. Clare
2. Cork
3. Kerry
4. Limerick
5. Tipperary
6. Waterford

## Największe miasta
1. Cork (ludność 274 000), tzw. Metropolitan Cork (w granicach administracyjnych ok. 123 000)
2. Limerick (ludność 93 321)
3. Waterford (ludność 44 594)